# 大田まつり
大田まつり（おおたまつり）は、愛知県東海市にて大宮神社の例祭として行われる祭である。

## 概要
江戸時代後期に、無病息災・五穀豊穣を祈願して傘鉾（かさほこ）が奉納されていたことに始まるとされる。毎年10月の第1日曜日を本楽、前日の土曜日を試楽として2日間にわたり行われる。4台の山車が紙吹雪を撒きながら回転する「どんでん」や、からくり人形の演技が大きな見どころになっている。山車は全て東海市の有形民俗文化財に指定されている。